# Adjudication
 (juillet 2019).
Si vous disposez d'ouvrages ou d'articles de référence ou si vous connaissez des sites web de qualité traitant du thème abordé ici, merci de compléter l'article en donnant les références utiles à sa vérifiabilité et en les liant à la section « Notes et références ».
L'adjudication est la modalité de vente d’un bien mis aux enchères par un juge, un notaire ou un fonctionnaire, octroyé à la personne offrant le prix le plus élevé.

## Droit français
Dans les soumissions publiques, l'adjudicataire est l'entreprise dont l'offre a été retenue par le bureau d'adjudication en séance publique pour être le cocontractant de la personne morale de droit public voulant conclure le contrat administratif en question.

## Droit québécois
En droit québécois, les entreprises gouvernementales peuvent choisir entre le soumissionnaire le plus bas, ou employer le prix ajusté le plus bas. Une série de facteurs de pondération vient permettre d'ajuster la valeur selon le coefficient ainsi déterminé.
Dans le Code de procédure civile du Québec, la vente sous contrôle de justice s'appelait auparavant « décret d'adjudication ».
Au Québec, le mot adjudication s'emploie parfois dans un autre sens, en parlant de la fonction adjudicative du tribunal, c'est-à-dire le processus juridique par lequel un arbitre ou un juge examine la preuve et l'argumentation, y compris le raisonnement juridique exposé par les parties opposées ou les justiciables, pour parvenir à une décision qui détermine les droits et obligations entre les parties concernées.

## Droit suisse et droit belge
Dans certains pays dont la Belgique et la Suisse, l'adjudication est une procédure de marché public par laquelle une administration publique (adjudicateur) sélectionne un fournisseur (adjudicataire) pour l'acquisition de travaux, de fournitures ou de services.
La particularité de cette procédure est que le fournisseur offrant le prix le moins élevé (le moins-disant) est systématiquement retenu.
En Suisse, le prix compte pour au moins la moitié de l'appréciation et la différence de prix compte au n3[pas clair]. Il y a toutefois la possibilité d'exclure les deux extrêmes (le moins-disant et le plus-disant, soit l'offre la plus basse et la plus élevée) à condition que cela soit précisé dans la description de l'adjudication. Certaines entreprises peuvent être exclues de tels marchés, si elles ne respectent pas les lois sur le travail ou ont été convaincues de fraudes.